# Крочино (Ливорно)
Крочино је насеље у Италији у округу Ливорно, региону Тоскана.
Према процени из 2011. у насељу је живело 158 становника. Насеље се налази на надморској висини од 58 м.